# 普里姆羅斯湖
54°55′N 109°45′W / 54.917°N 109.750°W
普里姆羅斯湖是加拿大的湖泊，位於薩斯喀徹溫省和艾伯塔省之間的分界線，距離科爾德湖15公里，面積444平方公里，島嶼面積4平方公里，海拔高度599米。

## 外部連結
- Fish Species of Saskatchewan